# Provinz Norte

Die Regionen Cacheu, Biombo und Oio bilden den Nordwesten des Landes und damit die Provinz Norte

Die Provinz Norte (portugiesisch Província Norte ‚Nord-Provinz‘) ist eine der drei Provinzen Guinea-Bissaus. Ihr ISO 3166-2-Code lautet GW-N.
Die Provinzen sind die oberste Stufe der Verwaltungsgliederung Guinea-Bissaus, spielen jedoch keine Rolle in der Verwaltungspraxis und den Statistiken des Landes.
Die Provinz Norte setzt sich zusammen aus drei Regionen, der zweiten und wichtigsten Stufe der Verwaltungsgliederung Guinea-Bissaus:
- Region Biombo
- Region Cacheu
- Region Oio

Die Provinz Norte hat eine Fläche von 11.416 km² und ist damit die zweitgrößte und bevölkerungsreichste Provinz des Landes. Mit 493.351 Einwohnern lebt hier etwas weniger als ein Drittel der Bevölkerung Guinea-Bissaus. Die Provinz umschließt den autonomen Hauptstadtsektor Bissau, der einer Region gleichgestellt ist.